# Stefano Ittar
Stefano Ittar (Ovroetsj, 15 maart 1724 – Valletta, 18 januari 1790) was een Poolse architect werkzaam in Italië en Malta. In Catania was hij de laatste belangrijke vertegenwoordiger van de barok en op Malta introduceerde hij het neoclassicisme.

## Leven

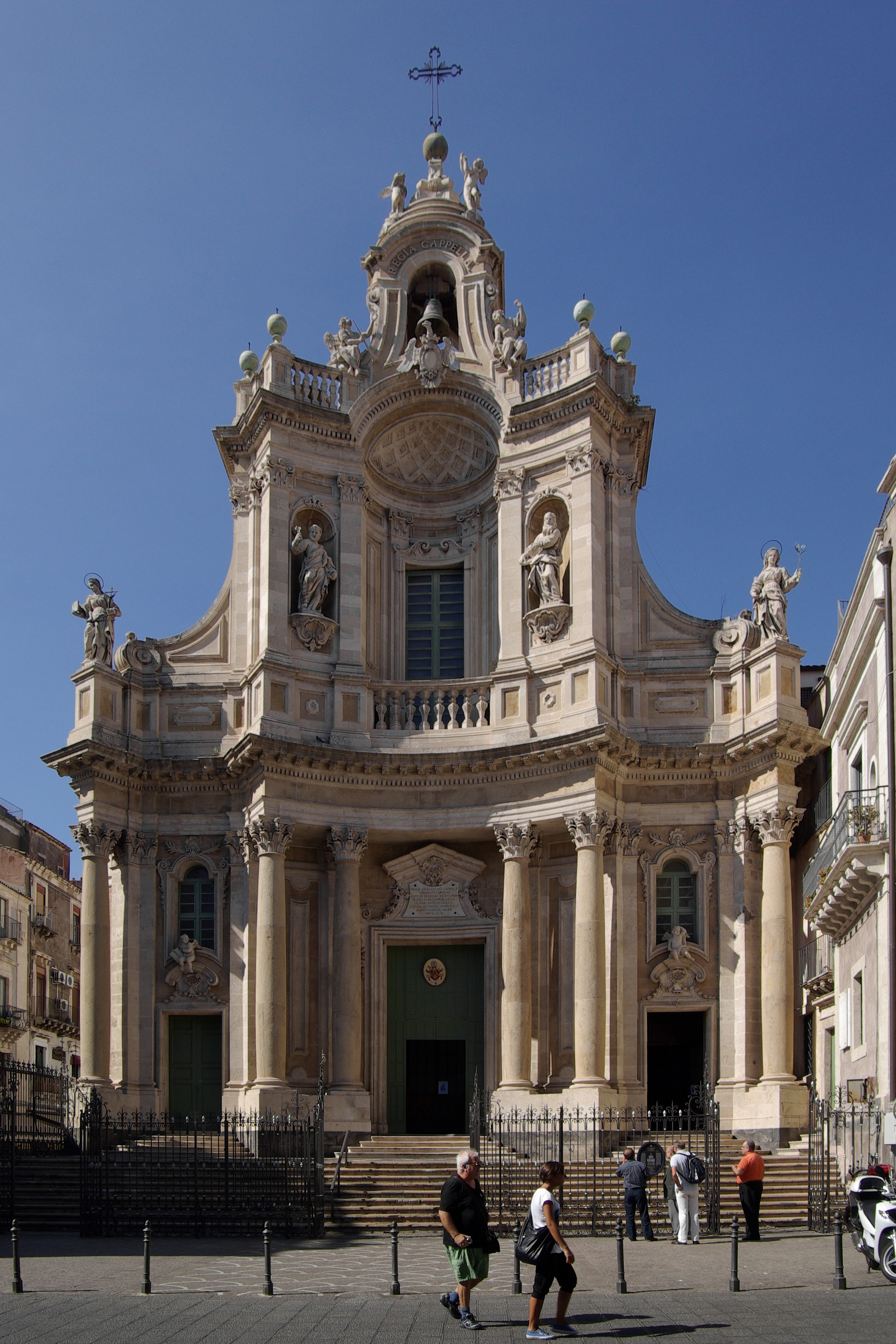
Gevel van de Collegiata in Catania

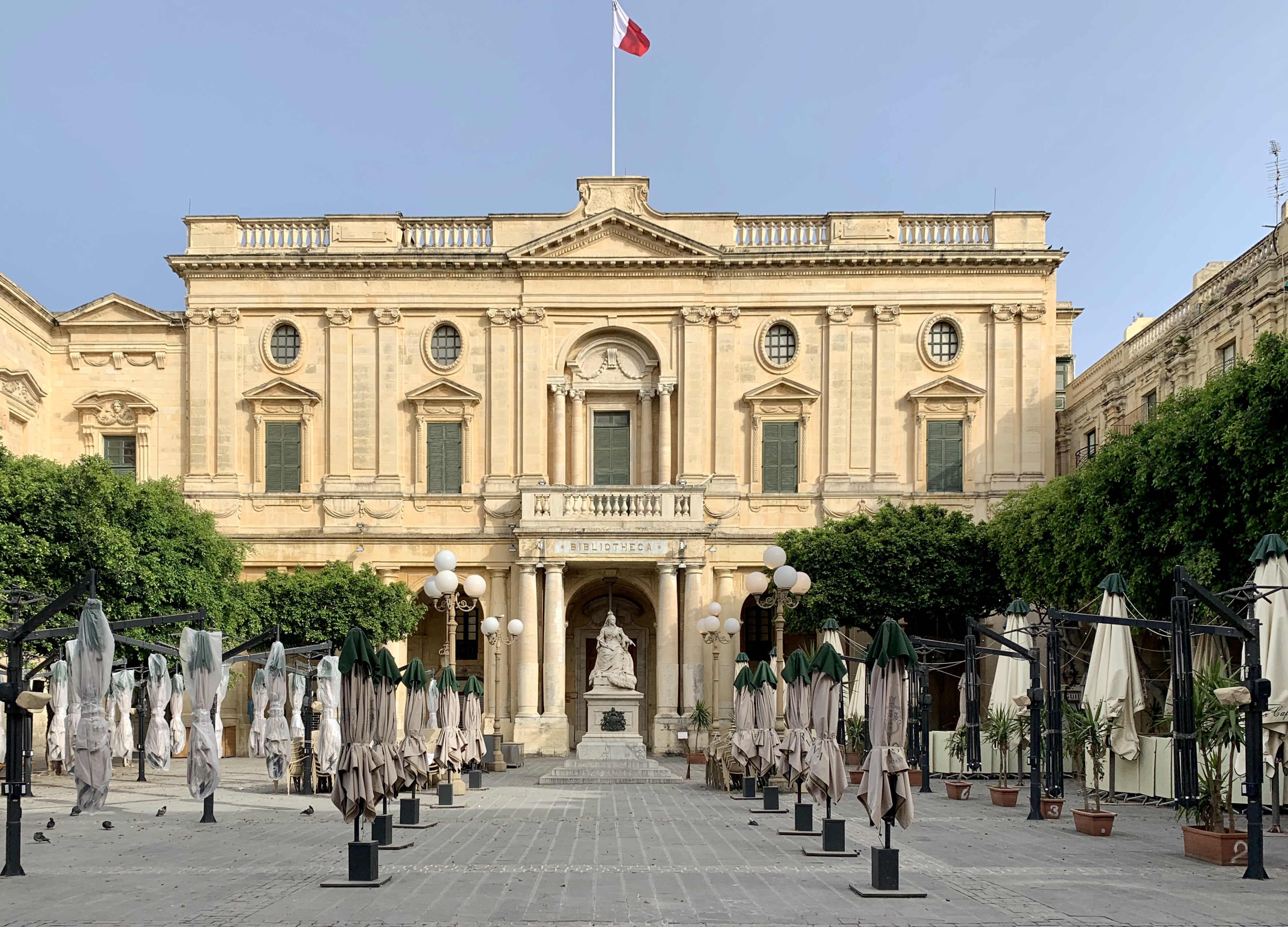
Nationale Bibliotheek van Malta

De afkomst en opleiding van Ittar is in raadselen gehuld. Op Malta dacht men dat hij Frans was. Zijn Siciliaanse achterkleinzoon beweerde dat hij een Toscaanse graaf als voorouder had. Volgens familiepapieren van een afstammeling uit het huidige Oekraïne zijn de Ittars echter sinds 1500 nawijsbaar in Polen-Litouwen. Vóór 1735 bezaten zij het landgoed Hołowczyce bij Asjmjany in het huidige Wit- Rusland, maar dan verhuisden ze naar Wolhynië. In 1754 werd Ittar door groothetman Jan Klemens Branicki benoemd tot luitenant in het Poolse Kroonleger, wat neerkwam op een aanstelling als architect. 
Op een onbekend tijdstip migreerde Ittar naar Rome. Hij moet er lang genoeg hebben gewoond, om zich later als Romein te kunnen voordoen. Hij raakte er bekend met het werk van Borromini en met de regels en technieken die onderwezen werden in de Accademia di San Luca. Vermoedelijk stond hij in de Eeuwige Stad onder de patronage van kardinaal Alessandro Albani.
Omstreeks 1765 reisde Ittar naar Catania, dat nog steeds de gevolgen droeg van de verwoestende aardbeving van 1693. Hij was er te gast bij Ignazio Paternò Castello, prins van Biscari en leider van de lokale vrijmetselaars. In het Palazzo Biscari ontmoette hij ook de stadsplanner-architect Giovan Battista Vaccarini en diens collega Francesco Battaglia (1701-1788). Ittar begon nauw samen te werken met deze laatste en trouwde in 1767 met zijn dochter Rosaria.
Voor de benedictijnen van San Nicolò l'Arena ontwierp hij een half-elliptisch voorplein, het huidige Piazza Dante, en voltooide hij de eetzaal en de bibliotheek die door Vaccarini waren begonnen. Ook plaatste hij in 1778-1780 de 62 meter hoge koepel op hun kloosterkerk.
Tegen dan had hij al vele andere projecten ondernomen. In 1768 ontwierp hij de voorgevel van de Collegiata, waarin hij lichte kalksteen en donkere zandsteen combineerde tot een laatbarok meesterwerk van clair-obscur. Andere kerkgebouwen die hij tekende in Catania waren de Chiesa di San Placido en de Chiesa di San Martino dei Bianchi. Samen met Battaglia bouwde Ittar voor het huwelijk van Ferdinand III van Sicilië de tweekleurige Porta Ferdinandea, later vernoemd naar Garibaldi. Voorts was hij betrokken bij de volgende bouwwerken in Catania, deels samen met Battaglia:
- Chiesa della Santissima Trinita
- Chiesa di Sant'Agata la Vetere
- Chiesa di San Michele Arcangelo ai Minoriti
- Collegio Cutelli
- Collegio di Propaganda Fide
- Convento dell'Indirizzo
- Kathedraal van Catania
- Palazzo degli Elefanti
- Palazzo dell'Universita
- Palazzo Ardizzone
- Palazzo Biscari
- Palazzo Cilestri, later Tricomi
- Palazzo Fassari Pace
- Palazzo San Martino Pardo
- Palazzo Misterbianco
- Casa di Musumeci
- Piano di San Filippo, later Piazza Mazzini

Buiten Catania worden aan Ittar het Monastero della Santissima Annunziata in Paternò, de tweede van de drie ingestorte koepels van de kathedraal van Noto, en de vestibule van de Chiesa di San Michele in Acireale toegeschreven.
In 1783 begon Ittar te onderhandelen met de Grootmeester van de Orde van Malta, Emmanuel de Rohan-Polduc, over het bouwen van een openbare bibliotheek. Het volgende jaar verliet hij Catania en ging hij naar Malta, maar ook via Rome naar Zjytomyr, waar hij een testament schreef. Hij bouwde in Valletta de Sint-Jansbibliotheek in neoklassieke stijl, alsook de Villa Agata in Floriana. Verder wordt hij beschouwd als de auteur van de laatbarokke Chiesa di Santa Maria di Porto Salvo in Valletta.
Op bijna zestigjarige leeftijd stierf Ittar tijdens de bouw van de bibliotheek, terwijl hij in financiële moeilijkheden verkeerde. De hypothese van zelfdoding wordt weersproken door de kerkelijke begrafenis die hij kreeg, maar het is ook niet onmogelijk dat de familie erin is geslaagd de schandelijke doodsoorzaak te verdoezelen. 
Ittar had negen kinderen, onder wie zes zonen. Sebastiano (1768-1847) en Henryk Ittar (1773-1850) zetten het beroep van hun vader verder. De eerste vergezelde Lord Elgin in 1803 naar Griekenland en werkte op Sicilië en Malta. De tweede was in dienst van de magnatenfamilies Radziwiłł en Zamoyski in Polen.